# Silvana Tirinzoni
Silvana Petra Tirinzoni (Dielsdorf, 25 giugno 1979) è una giocatrice di curling svizzera.

## Carriera
Con la formazione composta da Alina Pätz, Esther Neuenschwander e Melanie Barbezat ha vinto quattro Mondiali.

## Palmarès

### Mondiali
- Oro a Silkeborg 2019;
- Oro a Calgary 2021;
- Oro a Prince George 2022;
- Oro a Sandviken 2023;
- Argento a Sydney 2024;
- Argento a Uijeongbu 2025;

### Mondiali junior
- Oro a Östersund 1999;

### Europei
- Argento a Tallinn 2018;
- Bronzo a Helsingborg 2019;
- Argento a Östersund 2022;
- Oro a Aberdeen 2023;
- Oro a Lohja 2024;

### Campionati europei misti
- Bronzo a Tårnby 2014.